# Gnadochaeta morinioides
Gnadochaeta morinioides là một loài ruồi trong họ Tachinidae.